# Hans-Peter König
Hans-Peter König (geb. 20. Jahrhundert) ist ein deutscher Opernsänger der Stimmlage Bass.

## Leben
Hans-Peter König studierte Gesang an der Musikhochschule Dortmund und nahm dazu Unterricht bei Gladys Kuchta in Düsseldorf. Daran anschließend folgte eine praktische Weiterbildung am Internationalen Opernstudio des Opernhauses Zürich. Erste Engagements führten ihn an verschiedene deutsche Opernhäuser, darunter das Staatstheater Hannover. Weitere Stationen in Deutschland waren Berlin, Hamburg, Dresden und München. Seit der Spielzeit 2001/2002 ist er Ensemblemitglied der Deutschen Oper am Rhein Düsseldorf. 2009 erhielt er dort den Ehrentitel Kammersänger.
Bekannt wurde König vor allem als Wagner-Sänger, er verkörperte zahlreiche Basspartien in Wagneropern wie Gurnemanz in Parsifal, König Heinrich in Lohengrin oder Daland in Der fliegende Holländer. 2006 bis 2009 gastierte er als Hagen im Ring des Nibelungen bei den Bayreuther Festspielen. Weitere erfolgreiche Rollen sind der Sarastro in Mozarts Zauberflöte und Philipp II. in Don Carlos von Verdi. Seit 2006 steht König auch an internationalen Häusern auf der Bühne. Einem Engagement an der Mailänder Scala folgten Auftritte am Royal Opera House in Covent Garden und der Metropolitan Opera in New York, dort auch erneut als Hagen.
Nach 2010 war er unter anderem in Spanien am Gran Teatre del Liceu und Frankreich an der Opéra Bastille in Wagner-Partien zu sehen. Internationale Engagements führten ihn auch nach Stockholm, Helsinki, Taipei, Tokio und São Paulo.